# 塔斯曼
塔斯曼區，是位於紐西蘭南島西北部的地方行政區及領土管理局，鄰塔斯曼海，當地盛產葡萄酒。區議會（統一管理局）位於中心城市「里士滿」，里士滿有人口約14,000人。

## 簡介
這一地區名稱來自於塔斯曼灣，它是由荷蘭探險家亞伯·塔斯曼發現的。塔斯曼北面鄰塔斯曼灣、金灣與塔斯曼海；西部地方多為山地及丘陵地，以馬蒂裡山脈、塔斯曼群山和塔斯曼海為界；東部地區包括尼爾森、部分斯賓塞山脈和聖阿爾諾、里士滿等範圍。南部地區的邊界由維多利亞山脈形成，最高點是歐文山，達1,825米。
塔斯曼，擁有三個國家公園：阿貝爾塔斯曼國家公園（紐西蘭最小的國家公園，面積在225.41km²） ，尼爾森湖區國家公園（ 1,017.53km²）和卡胡朗吉國家公園（ 4520km² ）

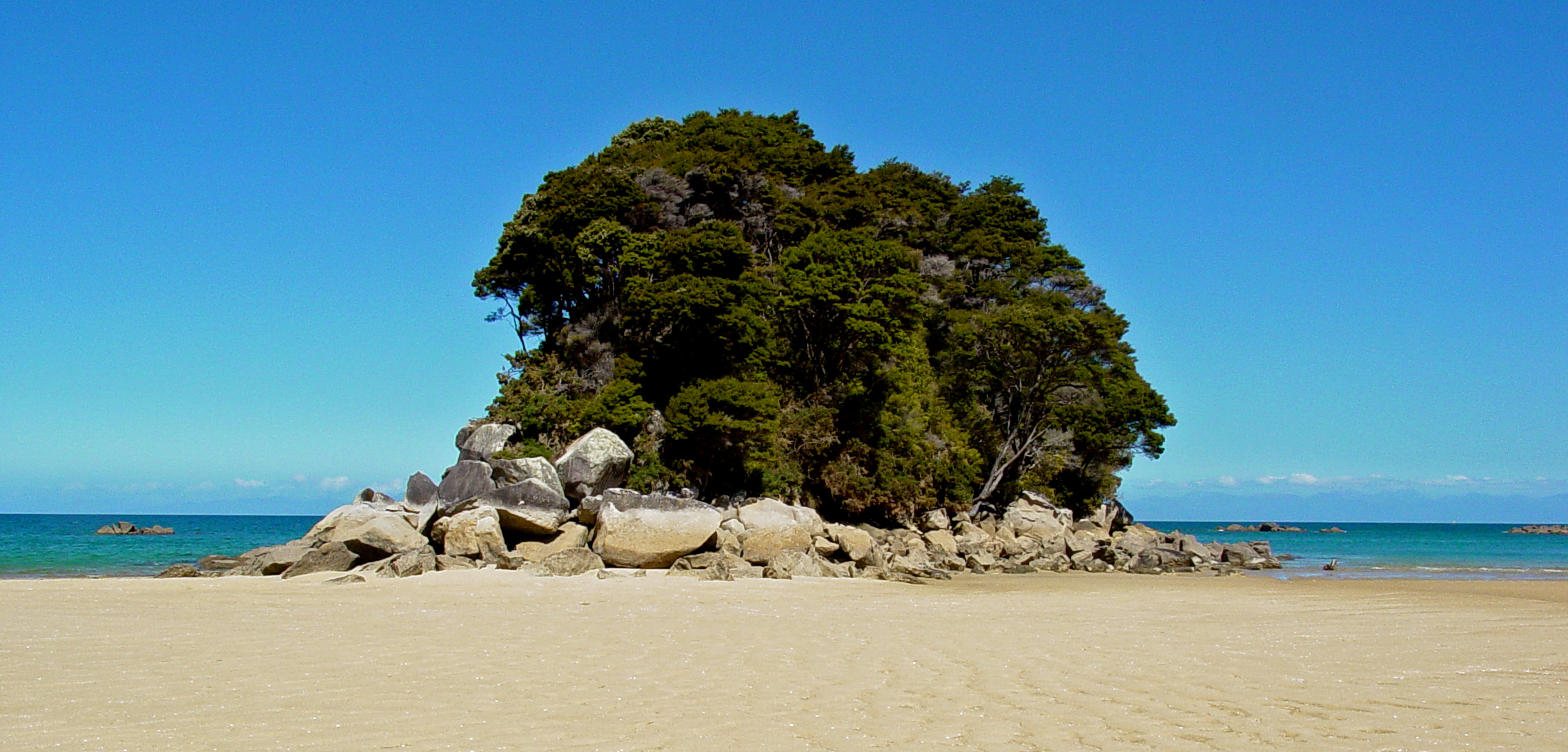
退潮時的樹皮灣

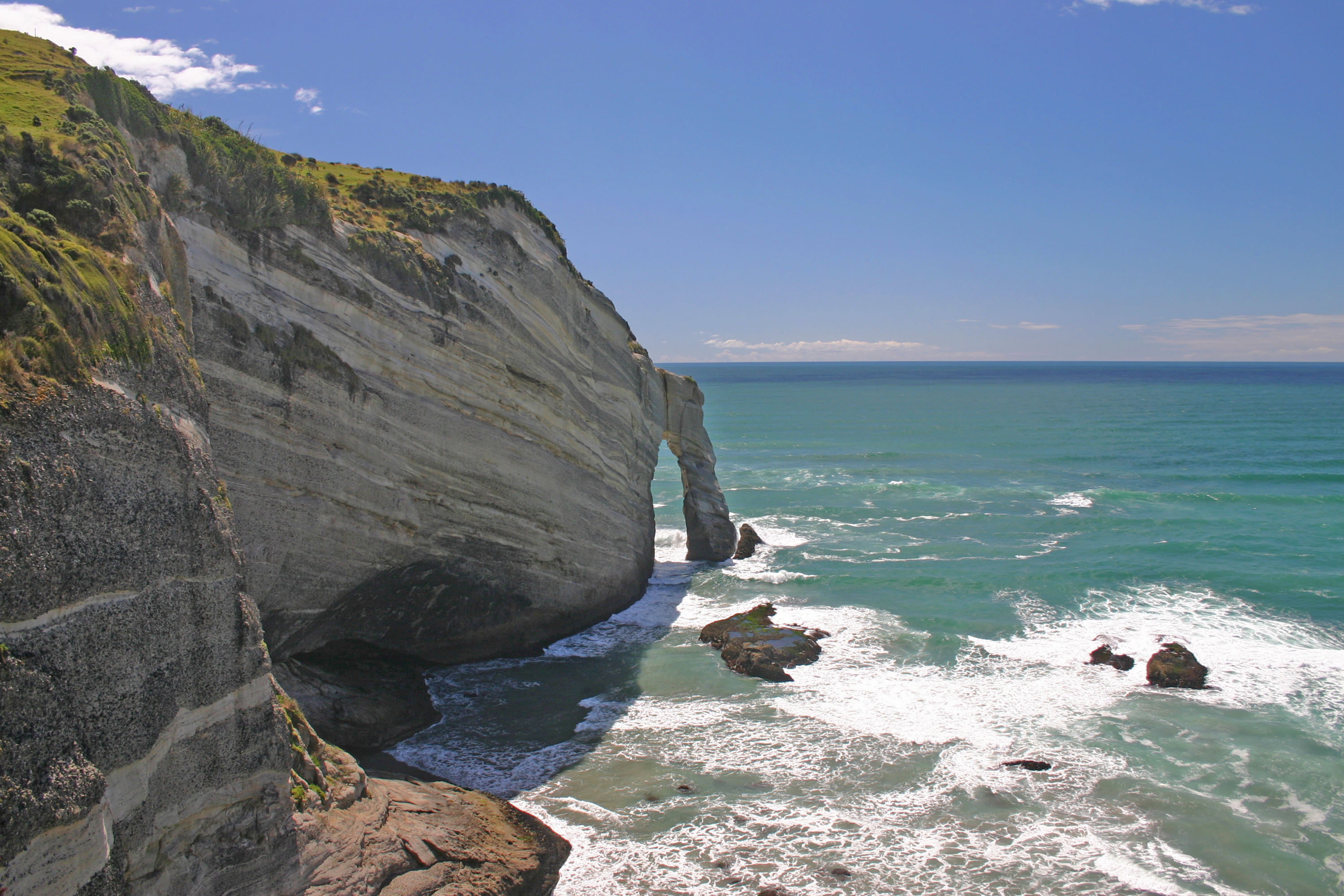
佛得 告別角

## 外部連結
维基共享资源上的相關多媒體資源：塔斯曼